# Farwell (Teksas)
Farwell je grad u američkoj saveznoj državi Teksas. Prema popisu stanovništva iz 2010. u njemu je živjelo 1.363 stanovnika.